# Інформетрія
Інформетрія (англ. informetrics) вивчає математичні, статистичні методи і моделі та їхнє використання для кількісного аналізу структури і особливостей наукової інформації, закономірностей процесів наукової комунікації, включаючи виявлення самих цих закономірностей. Характерною особливістю інформетрії є те, що її основна мета — здобуття наукового знання безпосередньо з інформації. Мета інформетрії полягає у вимірюванні діяльності науково-технічної інформації,  поєднання інформації дозволяє розробляти кількісні показники (розмір)  використання науково-технічних інформаційних заходів. Використовує для цієї мети математичні та статистичні методи.Термін був вперше представлений професором Отто Накке у Німеччині у 1979 році.